# 天主教明德學校

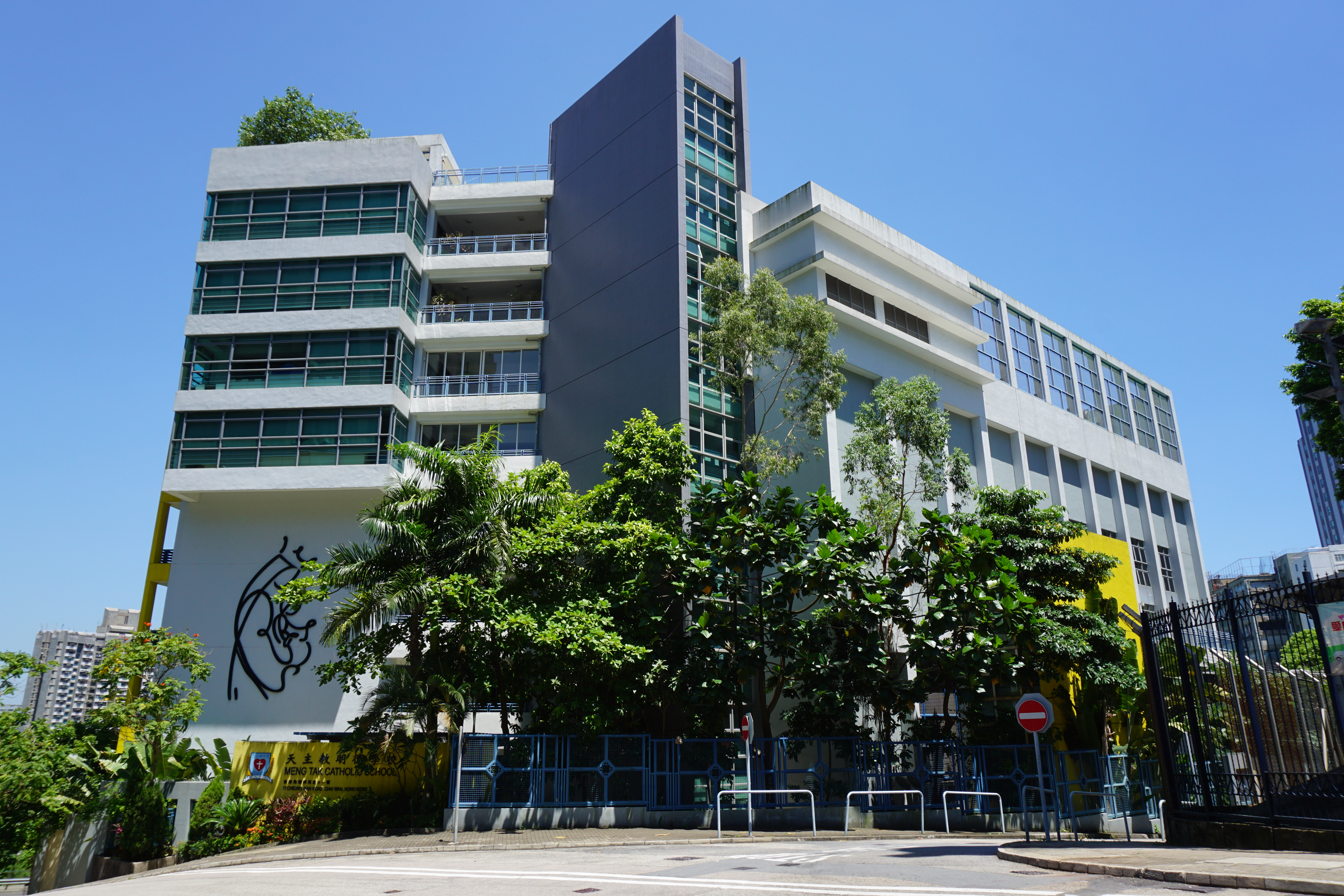
天主教明德學校西北面

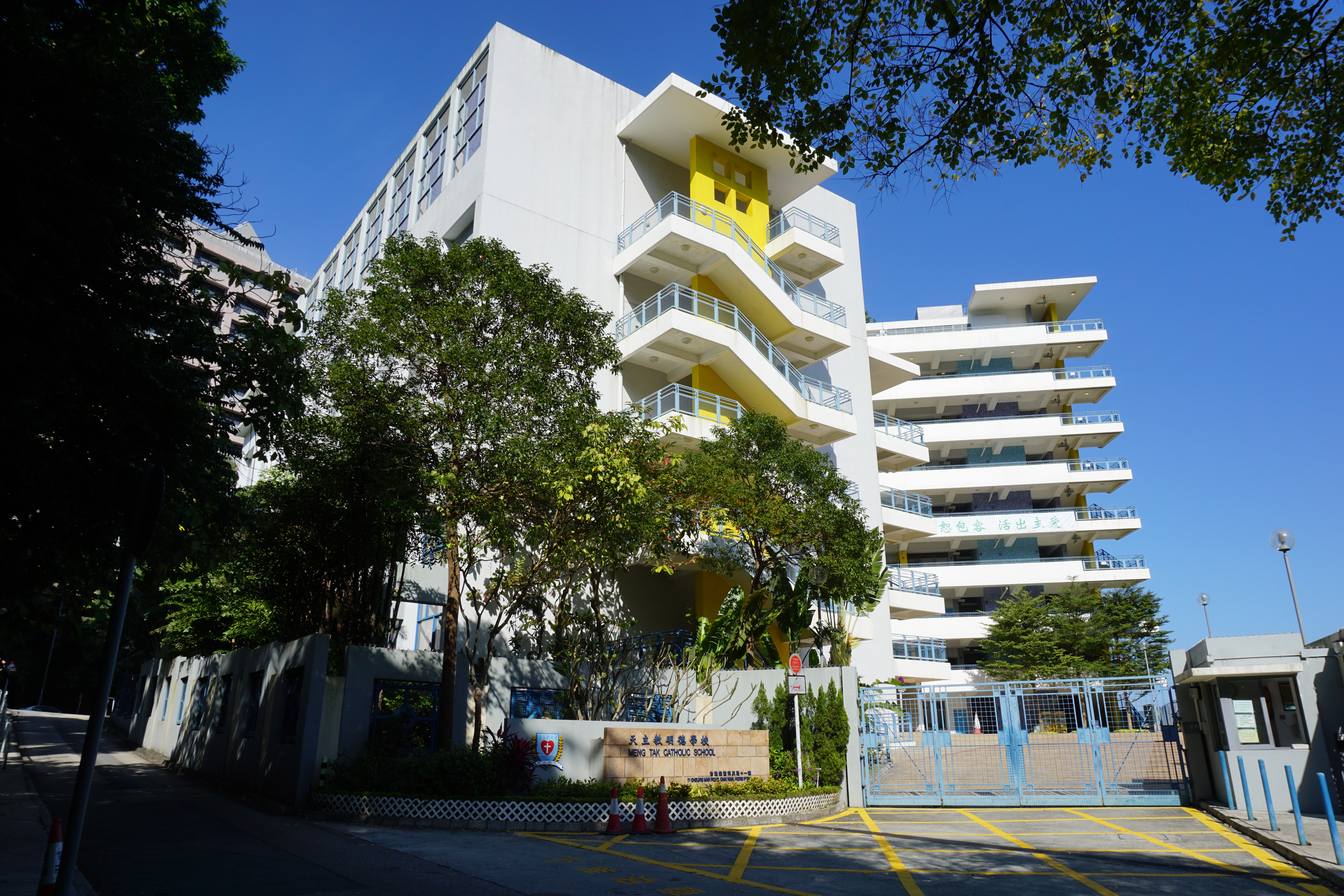
天主教明德學校西南面及入口

天主教明德學校（英語：Meng Tak Catholic School，縮寫為MTCS）是香港東區柴灣一所天主教津貼男女校，為中文授課的小學，於1952年創校，由天主教瑪利諾修會主辦，1975年移交天主教香港教區，2006年轉為全日制小學。創校神父為文顯榮神父。現任校長為許加路先生，校監為譚永明神父。設有法團校董會、家長教師會及舊生會。

## 簡介

### 校名來源
大學之道在明明德，在親民，在止於至善。（《大學》第一章）

### 校訓與辦學使命
愛人如己（聖經）
校方解說指「親民」解作親近民眾，與聖經中「愛人如己」相符合，本著基督精神，以愛和熱誠培育學生，著力培養學生自主學習及正確的公民意識，幫助他們建立自信和參與社會事務的能力，使學生能效法主耶穌，以愛主、愛人及惜物作為生活的取態，有良好的品德及服務他人的精神。

### MTCS的深層意義[1]
Modest：謙遜、節制
Trustworthy：值得信賴
Conscientious：憑良心盡責做事
Sympathetic：富同情心及憐憫心
校方解說指這些都是學校重視的價值，正好與聯合國國際21世紀教育委員會奉行全人教育而提出的教育四大支柱（學會共處、 學會學習、學會做事、學會做人）有共通的地方。

## 史略
1952 年由文顯榮神父創辦，命名為瑪利諾明德小學校，是東區柴灣的第一所小學，標誌著瑪利諾修會的辦學及管理。

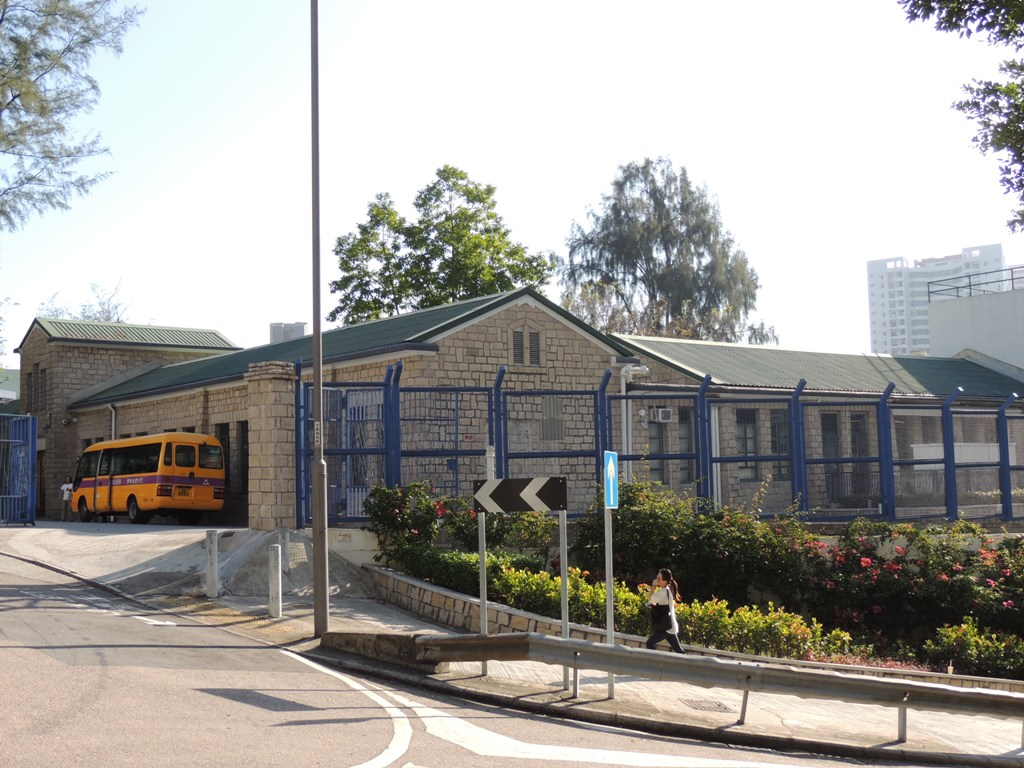
柴灣明德小學時期的舊校舍 （2014年3月4日列為三級歷史建築。）

1975 年，瑪利諾修會把辦學權移交給天主教香港教區，學校遂成為一直屬主教管治的教區小學，繼續以基督的精神，以愛及熱誠培育學生，學校由此而易名為「香港柴灣明德小學」。
因應同系聖貞德小學於2002年停辦，此校遂與柴灣天主教海星小學一併接收該校學生。
2006 年遷入新校舍，學校易名為為「天主教明德學校」，為學生提供全日制上課。除著重學生的智能發展外，透過不同的學習活動，如社會服務、德育及公民教育、興趣小組等，以促進學生全人發展。此外，學校四社以四位聖史：馬爾谷、瑪竇、路加及若望命名，由小學開始便拓展及建設社際團隊，學生貫徹始終以各社的主保為學習楷模。

## 校歌
我校矗立東方之珠，愛我明德恪遵詩書，
眾山環抱滄海前橫，地擅形勝玉韻金聲，
校訓法主愛人如己，一堂濟濟誦主聖言，
師道矜式步武前賢，努力學業同報主恩。

## 歷任校監
- Sr M. Jean Theophane (1953-1964)
- Sr. Marilyn Martin Elliot (1964-1966)
- Sr. Agnes Christine Welscher (1967-1969)
- Sr. Rose Bernadette (1969-1971)
- 李淑賢修女 (1971-1975)
- 林焯煒神父 (1975-1981)
- 黎和樂神父 (1981-1996)
- 麥健泰神父 (1996-1997)
- 余福綿神父 (1997-1999)
- 馬月霞女士 (1999-2001)
- 陳德雄神父 (2001-2006)
- 馮賜豪神父 (2006-2014)
- 鍾名揮先生 (2014-2024)
- 譚永明神父 (2024-至今)

## 歷任校長

### 上午校
- Miss Chen H. Y. Donna（1953 - 1954）
- Sr. M. Jean Theophane（1954 - 1954）

### 下午校
- Mr Cheng Wai Yat（1953 - 1954）
- Mr Poon Iu Wing（1954 - 1957）
- 黃景行女士（1957 - 1964）[3]

### 1964至全日制
- Sr. Marilyn Martin Elliot（1964 - 1966）
- Sr. M. Famula（1967）
- Sr. Agnes Christine Welsche（1967 - 1969）
- 黃景行女士（1970 - 1971）
- 李淑賢修女（1971 - 1975）
- 吳明瑛女士（1975 - 1983）
- 梁慧中女士（1983 - 1988）
- 趙孝德女士（1988 - 1992）
- 鄭光翔先生（1992 - 1995，原柴灣海星小學下午校校長及曾於1977-79年出任柴灣新區十八座天台進教之佑學校校長）
- 黎潔霞女士（1995 - 1998）
- 丁德貞女士（1998 - 2015）
- 梁孝友先生（2015 - 2021）
- 許加路先生（2021 - 現在）

## 分社
為加強學生對學校的歸屬感，由小一開始已按班別編入下列四社直至畢業，透過經常舉行的社際活動發揮與人合作，讓各社的老師及同學建立友愛共融、加强師生之溝通，藉此建立良好的師生關係並建立團隊精神。
瑪竇社（St. Matthew House）： 　　  紅社
馬爾谷社（St. Mark House）： 　　  紫社
路加社（St. Luke House）： 　　  綠社
若望社（St. John House）： 　　  黃社
社際活動包括：社領袖生選舉、常識科時事問答比賽、校運會社際比賽項目等。

## 特色
為切合學生需要，有自擬的校本教材，如英語文法、漢語拼音、數學科的調適課程等，也有為能力稍遜的學生安排分開小組學習。
除基本的課外活動，該校重點項目為其四大校本資優小組（English Drama，奧數，小小科學家，剪片特工）、舞蹈小組及新興的花式跳繩隊伍，每學年都積極參加校外比賽，尤其剪片特工小組經常獲得獎項。
另外，近年來政府積極推行STEM教育，該校亦設有機械人製作小組及程式編寫小組，提升學生創意思維及邏輯思考能力。該校已於2016年下半年完成Wifi900工程，全校範圍均能無線上網，將致力發展電子學習及移動學習，學生透過利用平板電腦流動應用程式工具進行學習活動，讓學生的學習充滿挑戰及趣味，促進自主學習的機會。2018/19學年開始，部份班別開展了自携裝置（BYOD，Bring Your Own Device）的電子學習計劃以增強學習果效，從小培養學生運用資訊科技的態度。
由於相鄰的舊校舍業已交還政府，並成為法國國際學校（小學部），故每學年都有不少交流活動。

## 明德藝術教育
明德藝術教育計劃
- 結合視覺藝術及音樂理論，應用資訊科技優化跨學科課程，擴闊學生對藝術創作的可能性
- 營造校內藝術文化及表演氛圍
- 培養學生對藝術的觸覺及評賞能力

Arts Studio 藝術工作坊/賞析
- 一連串擴闊藝術視野的活動，包括藝術工作坊、賞析，從探索、創作、表演、展覽及評賞藝術方向，提升學生對藝術的興趣及欣賞能力。
- 藝術工作坊中曾製作馬賽克製作、禪繞畫、熱縮片鎖匙扣/吊繩、拼豆、蝶古巴特小布袋、和諧粉彩繪畫藝術賞析曾探索莫內、梵高

藝墟表演
- 一年級及三年級的學生自製表演用的服裝、面具及藝術裝置，於Arts Studio舞台演繹了《化妝舞會Fashion Show》及《音樂故事面譜劇場》中不同的角色及故事情節，展現自信的光芒。

明德藝術節
- 二年級、四年級學生於禮堂舞台因應不同音樂主題演繹了不同風格的《彩帶跳舞吧》及《放射‧鼓樂》，配合燈光、服裝等達至舞台效果，學生投入演出，有效推廣表演藝術，發揮學生創意潛能，啟發及培養學生的藝術觸覺。

明德小蜜蜂

## 法團校董會
於2014年4月1日成立。

## 家長教師會
於1997年5月19日成立，每年均有製作會訊，舉行會員大會，邀請校外講員為家長提供講座，並致力舉辦各項親子活動如旅行、入營、歷奇、運動，以加強家校的伙伴關係，發展家校合作。

## 附近地標
- 港鐵柴灣站
- 東區尤德夫人那打素醫院
- 柴灣警署
- 張振興伉儷書院
- 法國國際學校（小學部）（柴灣校舍） （页面存档备份，存于）

## 著名/傑出校友
- 李添勝：前香港無綫電視著名戲劇部電視劇監製
- 阮世生：香港電影導演、編劇、填詞人
- 詩　詞：香港流行曲填詞人
- 羅梓龍：童星
- 謝妙儀：註冊社工，前東區區議員（興民）

## 外部連結
- 天主教明德學校官方網頁 （页面存档备份，存于）
- Youtube - MengTakChannel
- Youtube - 天主教明德學校 - 校歌
- 天主教明德學校-善用創意科技進行科學探究 （页面存档备份，存于）
- 家庭與學校合作事宜委員會 - 小學概覽2024
- 天主教明德學校-學校概覽 （页面存档备份，存于）